# Liste der Kulturdenkmäler in Kottenheim
In der Liste der Kulturdenkmäler in Kottenheim sind alle Kulturdenkmäler der rheinland-pfälzischen Ortsgemeinde Kottenheim aufgeführt. Grundlage ist die Denkmalliste des Landes Rheinland-Pfalz (Stand: 27. Oktober 2023).

## Einzeldenkmäler
| Bezeichnung                     | Lage                                              | Baujahr                     | Beschreibung | Bild                           |
| ------------------------------- | ------------------------------------------------- | --------------------------- | --- | ------------------------------ |
| Antoniuskapelle                 | Am Heiligenhäuschen, bei Nr. 6 Lage               | 1950er Jahre                | Pyramidaldachbau, eventuell aus den 1950er Jahren | Fotos hochladen                |
| Kreuz                           | Am Heiligenhäuschen, Ecke Keltenstraße Lage       | 1625                        | Kreuz, bezeichnet 1625 | BW                             |
| Wegekreuz                       | Antoniusstraße, bei Nr. 10 Lage                   | 1750                        | Wegekreuz, bezeichnet 1750 | Fotos hochladen                |
| Relief                          | Antoniusstraße, Ecke Hausener Straße Lage         |                             | Ölbergrelief | Fotos hochladen                |
| Wegekreuz                       | Auf Heinzenbuchen, bei Nr. 48 Lage                | 1756                        | Wegekreuz, bezeichnet 1756 | BW                             |
| Wegekreuz                       | Auf Heinzenbuchen, Ecke Von-der-Leyen-Straße Lage | 1821                        | Wegekreuz, bezeichnet 1821 | BW                             |
| Kreuzwegstation                 | Bahnhofstraße Lage                                | Anfang des 19. Jahrhunderts | monumentale Kreuzwegstation, Anfang des 19. Jahrhunderts | BW                             |
| Bildstock                       | Bahnhofstraße, Ecke Mayener Straße Lage           | 1856                        | Bildstock, Stelentyp, bezeichnet 1856 | Fotos hochladen                |
| Katholische Kirche St. Nikolaus | Burgstraße 1 Lage                                 | Ende des 18. Jahrhunderts   | Turm, Ende des 18. Jahrhunderts, durch Caspar Clemens Pickel, Düsseldorf, um 1900 erhöht; neugotische Basilika, Basaltbruchstein, 1854/56, Architekt Vincenz Statz, Köln; außen am Chor Tonfigur des Hl. Antonius von Padua, angeblich aus der ersten Hälfte des 18. Jahrhunderts; Gesamtanlage mit Kirchhof | weitere Bilder Fotos hochladen |
| Kreuzwegstationen               | Burgstraße, hinter Nr. 1 Lage                     | 20. Jahrhundert             | hinter der Kirche Kreuzwegstationen, Basalt mit Tuffreliefs, 20. Jahrhundert | Fotos hochladen                |
| Friedhofskapelle                | Burgstraße, hinter Nr. 1 Lage                     | 1922                        | neuromanische Friedhofskapelle, Tuffquaderbau mit oktogonaler byzantinisierender Laterne | Fotos hochladen                |
| Kapelle                         | Burgstraße, hinter Nr. 1 Lage                     | 1804                        | Kapelle, 1804, darin zwei Grabplatten, 1681 und 1682 | Fotos hochladen                |
| Wegekreuz                       | Burgstraße, hinter Nr. 1 Lage                     | 1690                        | Wegekreuz, bezeichnet 1690 | Fotos hochladen                |
| Hofanlage                       | Burgstraße 7 Lage                                 | 18. und 19. Jahrhundert     | Hakenhof, 18. und 19. Jahrhundert; Wohnhaus, teilweise Fachwerk, Fachwerkscheune, bezeichnet 1801; Backhaus; bauliche Gesamtanlage | Fotos hochladen                |
| Altenheim St. Anna              | Burgstraße 8 Lage                                 | um 1900                     | Tuffquaderbau, neugotischer Eckerker, um 1900, Hofeinfassung mit Tor und Eckpavillon | Fotos hochladen                |
| Skulptur                        | Burgstraße, an Nr. 12 Lage                        | 1807                        | kleine Matthias-Skulptur, bezeichnet 1807 | Fotos hochladen                |
| Wohnhaus                        | Burgstraße 15 Lage                                | 18. oder 19. Jahrhundert    | Fachwerkhaus, teilweise massiv, 18. oder 19. Jahrhundert | Fotos hochladen                |
| Wohnhaus                        | Burgstraße 17 Lage                                | 1845                        | Wohnhaus, Basaltbruchstein, bezeichnet 1845 | Fotos hochladen                |
| Wegekreuz                       | Burgstraße, Ecke Bürresheimer Straße Lage         | 1819                        | Wegekreuz, 1819 | Fotos hochladen                |
| Relief                          | Bürresheimer Straße, an Nr. 4 Lage                | 1802                        | Marienkrönungsrelief, bezeichnet 1802 | Fotos hochladen                |
| Bahnhof Kottenheim              | Eisenbahnweg ohne Nummer Lage                     | um 1900                     | Basaltquaderbau, Fachwerkgiebel, Krüppelwalmdach, um 1900 | Fotos hochladen                |
| Kriegerdenkmal und Wegekreuz    | Friedhofsweg, auf dem Friedhof Lage               | ab 1734                     | Wegekreuz, bezeichnet 1734; Kriegerdenkmal, kreuzumfangender Christus; Grabmal Pickel, Attikaaufbau mit Säulen | BW                             |
| Villa                           | Hausener Straße 5 Lage                            | um 1920                     | Walmdach-Villa, Tuffquader, um 1920 | BW                             |
| Wohnhaus                        | Hochstraße 27 Lage                                | 1562                        | eingeschossiger Massivbau, bezeichnet 1562 | Fotos hochladen                |
| Wohnhaus                        | Hochstraße 46 Lage                                | um 1910/20                  | (Basalt-)Quaderbau, um 1910/20 | Fotos hochladen                |
| Wegekreuz                       | Im Bornweg, bei Nr. 9 Lage                        | 1813                        | Wegekreuz, bezeichnet 1813 | BW                             |
| Villa                           | Keltenstraße 35 Lage                              | um 1920                     | Walmdach-Villa, Tuffquader, um 1920 | Fotos hochladen                |
| Wohnhaus                        | Kirchstraße 23 Lage                               | 1908                        | neugotischer Putzbau, bezeichnet 1908 | Fotos hochladen                |
| Wegekreuz                       | Mayener Straße, Ecke Keltenstraße Lage            | 18. oder 19. Jahrhundert    | Wegekreuz, 18. oder 19. Jahrhundert | BW                             |
| Wohnhaus                        | Nikolausstraße 3 Lage                             | 1816                        | nachbarocker, abgewalmter Mansarddachbau, bezeichnet 1816 | Fotos hochladen                |
| Wohnhaus                        | Nikolausstraße 29 Lage                            | 18. Jahrhundert             | Fachwerkhaus, teilweise massiv, wohl aus dem 18. Jahrhundert, eventuell älter | Fotos hochladen                |
| Rathaus                         | Schulstraße 15 Lage                               | 19. Jahrhundert             | Rathaus und Gemeindeverwaltung; Putzbau, 19. Jahrhundert | Fotos hochladen                |
| Hagelkreuz                      | Thürer Straße Lage                                | 1582                        | Hagelkreuz, bezeichnet 1582, Nische mit männlicher Figur, 16. Jahrhundert (?) | BW                             |
| Wegekreuz                       | Thürer Straße, bei Nr. 3 Lage                     | 1804                        | Wegekreuz, Nischentyp, bezeichnet 1804 | BW                             |
| Wegekreuz                       | Von-der-Leyen-Straße, bei Nr. 1 Lage              | um 1800                     | Wegekreuz, um 1800 | Fotos hochladen                |
| Wegekreuz                       | südlich des Ortes Lage                            | 1801                        | Wegekreuz, bezeichnet 1801 | BW                             |